# Jean Collas
Jean Collas (Parijs, 3 juli 1874 - Asnières-sur-Seine, 30 december 1928) was een Frans rugbyspeler.

## Carrière
Collas speelde in zijn studententijd rugby en werd tweemaal landskampioen van Frankrijk. Tijdens de Olympische Zomerspelen 1900 werd hij met zijn ploeggenoten kampioen.
Collas werd met zijn ploeggenoten tweede bij het touwtrekken.

## Erelijst

### Rugby
- 1900:  Olympische Zomerspelen
- 1900: landskampioen met Racing Club
- 1902: landskampioen met Racing Club

### Touwtrekken
- 1900:  Olympische Zomerspelen